# 7485 Changchun
7485 Changchun este un asteroid din centura principală de asteroizi.

## Descriere
7485 Changchun este un asteroid din centura principală de asteroizi. A fost descoperit pe 4 decembrie 1994 la Ayashi de Masahiro Koishikawa. El prezintă o orbită caracterizată de o semiaxă mare de 2,86 ua, o excentricitate de 0,19 și o înclinație de 13,3° în raport cu ecliptica.